# Argún
Argún (en ruso: Аргун) es una ciudad de Rusia, perteneciente a la república de Chechenia, en el raión de Shalinsky. Está situada a orillas del río Argun, a 16 kilómetros de Grozni y a 17 kilómetros de Shali.
En el año 2006 su población era de 28.100 habitantes.
- Datos: Q103703
- Multimedia: Argun / Q103703